# Holland's Next Top Model
Holland's Next Top Model (thường được viết tắt là HNTM và trước đây có tiêu đề là Modelmasters: Holland's Next Top Model từ năm 2006–2007, thể hiện sự hợp tác của chương trình với công ty) là một chương trình truyền hình thực tế của Hà Lan, do Endemol sản xuất, dựa trên chương trình America’s Next Top Model của Tyra Banks. Chương trình bắt đầu được phát sóng vào tháng 11 năm 2006 trên kênh RTL 5, và gặt hái được nhiều thành công trong những năm kể từ khi bắt đầu.

## Lịch sử và bối cảnh
Mùa đầu tiên của chương trình, với sự tham gia của 10 thí sinh, do người mẫu Yfke Sturm làm dẫn chương trình, cùng với ban giám khảo gồm nhiếp ảnh gia kiêm giám đốc nghệ thuật người Hà Lan Carli Hermès, nhà báo kiêm biên tập viên Karin Swerink và người thuyết trình Rosalie van Breemen. Người chiến thắng mùa đầu tiên của cuộc thi là Sanne Nijhof, 19 tuổi, cô cũng giành chiến thắng trong cuộc thi Siêu mẫu Thế giới của Ford Models vào năm 2007. Daphne Deckers thay thế Yfke Sturm làm dẫn chương trình vào năm 2007.

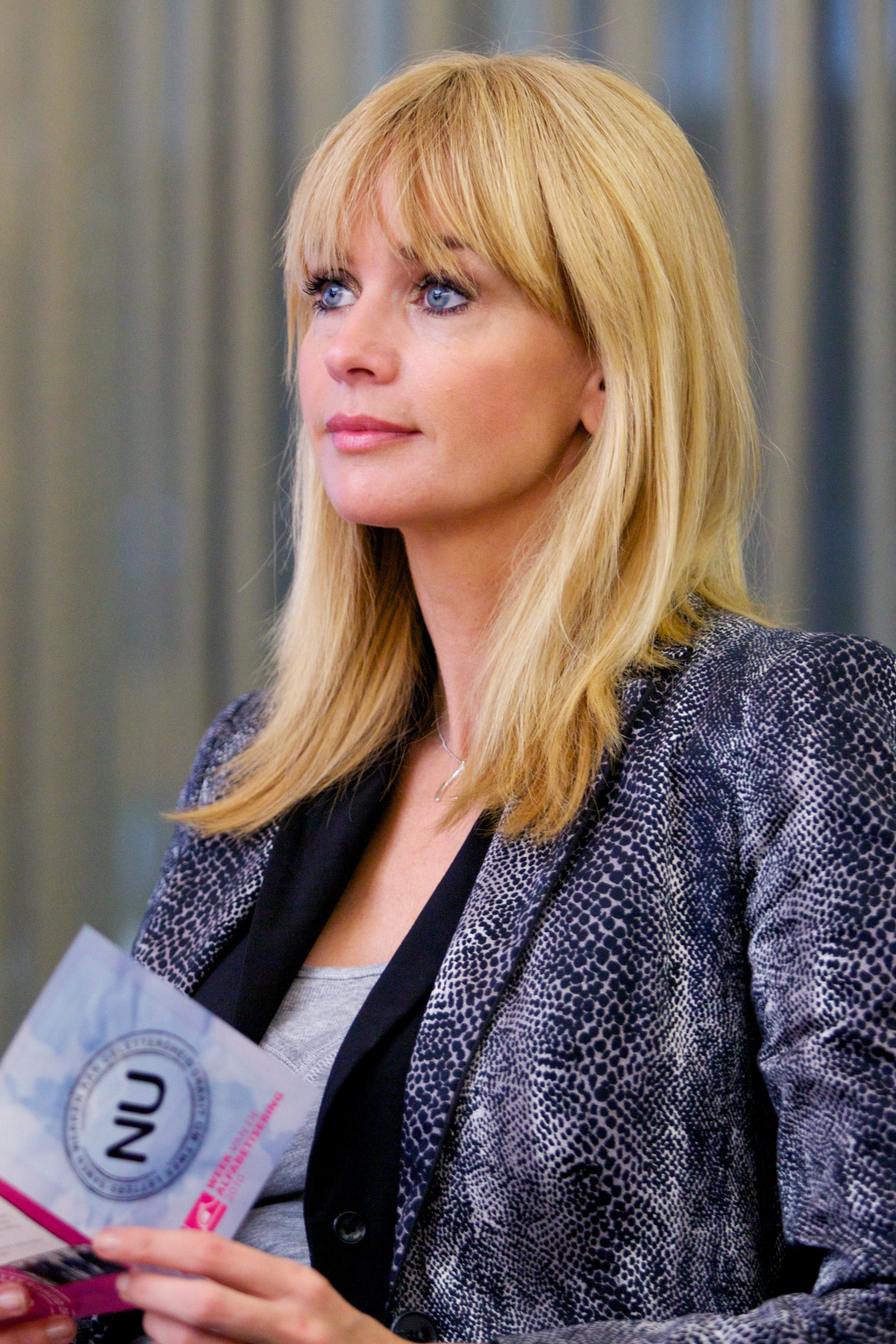
Người dẫn chương trình Daphne Deckers, được chụp tại một hội nghị năm 2010.

### Benelux' Next Top Model
Sau khi kết thúc mùa thứ tư của loạt chương trình vào năm 2008, quá trình sản xuất bắt đầu dựa trên sự chuyển thể chung của chương trình với nước láng giềng Bỉ. Chương trình mới có tên là Benelux' Next Top Model, nhưng mặc dù có đề cập đến Benelux trong tiêu đề, chương trình không được phát sóng ở Luxembourg hoặc Wallonia, và không có các thí sinh đến từ Luxembourg. Sau hai mùa chiếu, các nhà sản xuất của chương trình đã từ bỏ ý tưởng này, thay vào đó chọn làm việc theo các mùa độc lập. Mùa đầu tiên sau khi hợp nhất bắt đầu phát sóng vào năm 2011. Ba trong số năm thành viên ban giám khảo từ mùa trước của Benelux' Next Top Model, bao gồm người dẫn chương trình Daphne Deckers, Bastiaan van Schaik và Mariana Verkerk đã quay trở lại chương trình độc lập mới, cũng như nhiều nhân viên và thành viên đoàn làm phim khác của chương trình. Hai người chiến thắng của Benelux' Next Top Model là Rosalinde Kikstra và Melissa Baas, cũng nằm trong số những người chiến thắng trong quá khứ của chương trình trên trang web chính thức. Sau một thời gian ngắn gián đoạn vào năm 2012, Anouk Smulders thay thế Daphne Deckers làm dẫn chương trình.

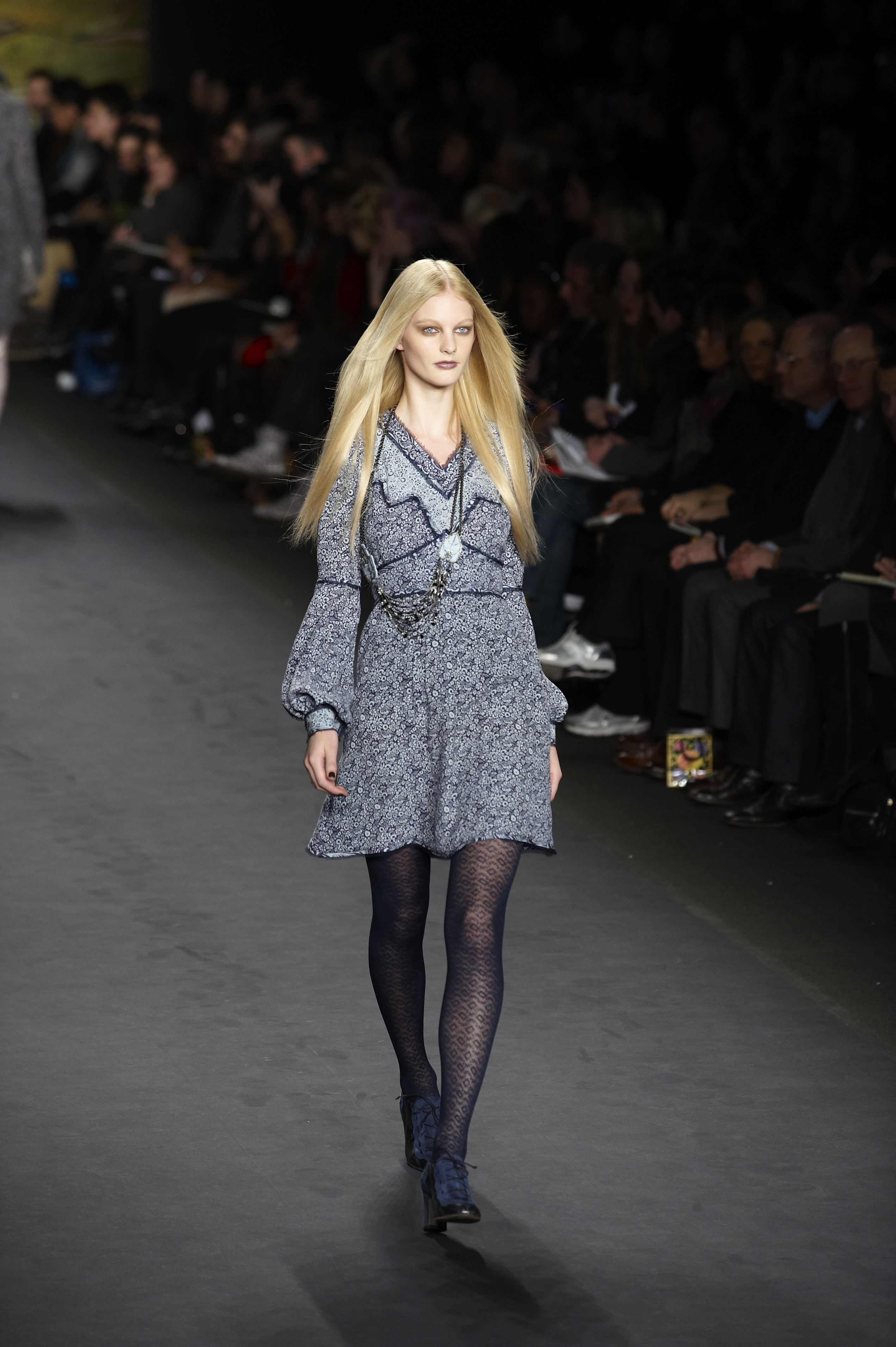
Patricia van der Vliet, được chụp hình đi bộ cho bộ sưu tập thu đông của Anna Sui vào năm 2010, là thí sinh thành công nhất của chương trình cho đến nay. Cô được xếp hạng 29 trên trang web xếp hạng người mẫu quốc tế models.com.

### Hậu BnlxNTM
Mặc dù ban đầu loạt chương trình tuân theo định dạng của phiên bản Mỹ, nhưng sau đó bắt đầu thêm một số thay đổi. Điều này bao gồm việc áp dụng thứ tự gọi tên không tuyến tính từ mùa 6-9, khá giống chương trình Germany's Next Top Model của Heidi Klum, mặc dù chương trình gần đây đã trở lại xếp hạng tuyến tính trong thời gian bị loại.
Vào năm 2015, chương trình đã trao vương miện cho thí sinh chuyển giới công khai đầu tiên trong lịch sử của độc quyền khi Loiza Lamers được công chúng Hà Lan chọn là người chiến thắng ở mùa thứ tám.
Vào năm 2017, có thông báo rằng chương trình sẽ bắt đầu cho phép các thí sinh nam tham gia. Ban giám khảo hiện tại bao gồm blogger thời trang kiêm người mẫu Anna Nooshin, nhà tạo mẫu JeanPaul Paula, cựu giám khảo của America's Next Top Model Nigel Barker, và quán quân mùa 2 Kim Feenstra.

## Tóm tắt chương trình
Mỗi mùa của Holland's Next Top Model có từ 8-16 tập và bắt đầu với 10-20 thí sinh. Mỗi tập phim, một thí sinh được loại, mặc dù đã có trường hợp loại trừ đôi hoặc không loại bỏ theo sự đồng thuận của ban giám khảo. Các cuộc thăm dò được tổ chức cho thí sinh vào đầu mùa giải, và ít nhất một chuyến đi đến một điểm đến quốc tế được dự kiến.
Mỗi tập phim bao gồm các sự kiện diễn ra gần một tuần trong thời gian thực (tuy nhiên, trong khi ở nước ngoài, một tập gần như khoảng ba đến bốn ngày, tổng cộng là hai tuần quay phim ở nước ngoài), và có một thử thách về thời trang, chụp ảnh hoặc thương mại, đánh giá và phê bình của mỗi thí sinh và thành tích của cô bởi ban giám khảo. Mỗi tập thường có liên quan đến một chủ đề trong thế giới mô hình hóa, chẳng hạn như đối phó với báo chí trong các cuộc phỏng vấn, bán một sản phẩm thương mại, xuất hiện trong một chương trình đường chạy hoặc đi casting.

### Thử thách
Một tập phim thường bắt đầu với các thí sinh được đào tạo trong một khu vực đồng thời với chủ đề tuần. Ví dụ, thí sinh có thể được huấn luyện trong hành trình trình diễn thời trang, diễn xuất ngẫu hứng, hoặc áp dụng make-up cho phù hợp với những dịp khác nhau. Thử thách liên quan ngay sau đó, chẳng hạn như một cuộc chạy đua mô phỏng hoặc cuộc phỏng vấn, và một người chiến thắng được lựa chọn bởi một thẩm phán. Cô nhận được một giải thưởng, chẳng hạn như quần áo, một đêm ra ngoài, hoặc một lợi thế ở các bức ảnh chụp tiếp theo, và cô thường được phép chia sẻ lợi ích với một số lượng thí sinh khác nhau mà cô chọn.

### Buổi chụp hình
Phần tiếp theo là chụp ảnh, và màn thể hiện của mỗi thí sinh sẽ phản ánh rất nhiều vào việc cô ấy đánh giá cho tuần đó. Mỗi mùa có các màn thể hiện chụp ảnh như bikini hoặc đồ lót, chân dung vẻ đẹp, khỏa thân hoặc khỏa thân phần trên, chụp với một người mẫu nam, hoặc chụp với động vật. Thông thường, một bức ảnh chụp mỗi mùa được thay bằng một bức ảnh thương mại.

### Buổi đánh giá
Phần cuối cùng của mỗi tập phim đang được đánh giá. Ảnh của mỗi thí sinh sau đó sẽ được ban giám khảo đánh giá. Sau khi tất cả các bức ảnh đã được đánh giá, các thí sinh rời khỏi phòng khi ban giám khảo cân nhắc. Quá trình loại bỏ là nghi thức, như là host đưa ra hình ảnh để các thí sinh an toàn từng người một, theo thứ tự của công đức. Hai thí sinh dưới cùng được gọi là những người chỉ trích về những lời chỉ trích, trước khi tiết lộ rằng hai trong số đó đã bị loại. Trái ngược với phiên bản Mỹ của chương trình, tập cuối cùng có sự tham gia của ba hoặc bốn thí sinh cuối cùng tham gia vào một đêm chung kết trực tiếp.

## Các mùa
| Mùa | Phát sóng            | Quán quân           | Á quân                                     | Các thí sinh theo thứ tự bị loại | Tổng số thí sinh | Điểm đến quốc tế                |
| --- | -------------------- | ------------------- | ------------------------------------------ | --- | ---------------- | ------------------------------- |
| 1   | 4 tháng 9 năm 2006   | Sanne Nijhof        | Sylvia Geersen                             | Kathelijn Brouwers, Stefanie Kouwen, Annika Elschot, Charmayne de Bruijn, Anna Marie van Vliet, Marcia Bunk, Ovo Drenth, Daisy van Belzen                                                                                                | 10               | New York                        |
| 2   | 12 tháng 3 năm 2007  | Kim Feenstra        | Christa Verboom                            | Gioia de Bruijn, Sharmyla de Jong, Maan Limburg & Bengü Orhan, Tanimara Teterissa, Sandra van Amstel, Loïs Hoeboer, River Hoeboer, Bodil de Jong, Sabrina van der Donk                                                                   | 12               | Cape Town                       |
| 3   | 15 tháng 10 năm 2007 | Cecile Sinclair     | Kassandra Schreuder                        | Iris Dekkers, Cicilia Kembel (bỏ cuộc), Shardene van den Boorn, Nana Kwakye, Anna Jonckers & Monique Berends, Anne Nolet, Lilly Naarden, Sophie Deahl, Carmen Klaassen                                                                   | 12               | São Paulo Salvador              |
| 4   | 31 tháng 3 năm 2008  | Ananda Marchildon   | Yvette Broch                               | Anna Esajan & Franca Nieuwenhuys, Joosje de Grave (bỏ cuộc), Laura Gerot, Daniëlle Marcus, Claudia Stegeman, Victoria Rerikh, Annika Schippers, Maj-Britt Zantkuijl, Patricia van der Vliet, Jennifer Melchers                           | 13               | Ko Samui Băng Cốc               |
| 5   | 5 tháng 9 năm 2011   | Tamara Slijkhuis    | Elise Winklaar                             | Leontine Sijtsma, Sonja Kester, Gésanne Jongman, Jellena van Mill, Jildis Deumens (bỏ cuộc), Tirza Tjon Kwan Paw, Claudia van den Driest, Roxanne Wassmer, Mandy Engels, Mieke Rozeman, Nancy Halsema, Michelle Zwoferink, Riquelle Pals | 15               | Luân Đôn Berlin Reykjavík Ibiza |
| 6   | 26 tháng 8 năm 2013  | Nikki Steigenga     | Anke Jabroer                               | Cheyenne Naomi, Sharon Pieksma, Rosalie Boekholt, Milou Esmee & Demy Ben Yanes, Soraya Schipper, Lotte Keijser, Kelsey Hendrix, Baldijntje Klip, Daelorian van der Kolk, Bo Kossen                                                       | 13               | Copenhagen Milano Como Luân Đôn |
| 7   | 1 tháng 9 năm 2014   | Nicky Opheij        | Sanne de Roo                               | Quinty Henskens, Aniek Arisse, Sagal Suleiman & Roos Samwel, Allison Augustus, Lincey Hegener & Holly Brood, June Walton, Liz Lucasse, Aisha Kazumba, Debbie Dhillon                                                                     | 13               | New York                        |
| 8   | 31 tháng 8 năm 2015  | Loiza Lamers        | Rachel Swaab                               | Eline Stapel (tước quyền thi đấu), Mandy Fiege (bỏ cuộc), Fleurine van Dalen, Demi Leussink, Yara Fay Burgers, Amy Van Hattem, Jackie Hendrix, Sterre Noa Groot & Laurie Kruitbosch, Celine Koningstein, Lisa Kapper                     | 13               | Los Angeles                     |
| 9   | 30 tháng 8 năm 2016  | Akke Marije Marinus | Colette Kanza                              | Nynke Bakker, Cherie Fransen (bỏ cuộc), Lyanne Bierings, Lena Damen, Arantxa Oosterwolde & Sarah Liebregts, Anne-Wytske Hoekstra, Denise Bon, Noor van Velzen, Emma Hagers                                                               | 12               | Ibiza                           |
| 10  | 4 tháng 9 năm 2017   | Montell van Lijen   | Ritse de Jong                              | Senna van Plateringen, Quincy Sedney & Sanne Jansen, Chelsey van der Heijden, Daila Barneveld & Milan Carvalho, Jaimie Traets, Bonita van Nijen, Latanya Renfrum, Sanne de Kramer                                                        | 12               | Tromsø                          |
| 11  | 3 tháng 9 năm 2018   | Soufyan Gnini       | Cecilia Zevenhek Rikkie Kolle Tim van Riel | Sara Slikkeveer (bỏ cuộc), Fee van der Meijs, Ramanda Campbell, Bart van Houten, Danilo Julliet, Naomi Sauer, Daan Sanders | 11               | Ischgl                          |
| 12  | 2 tháng 9 năm 2019   | Marcus Hansma       | Jay Hofstede Silke Otten                   | Marnix Baas, Joëlla Ajayi, Anouk Borgman, Sinio Sanchez, Samuel Verissimo & Tenisha Ramazan, Sam Hofman (bỏ cuộc), Jawahir Khalifa, Maha Eljak, Nick Bonsink, Bibi Doesburg, Benjamin van Dam, Lenny Kruider                             | 16               | Tbilisi                         |
| 13  | 5 tháng 9 năm 2022   | Lando van der Schee | Jazz Ben-Khalifa Philip Cossee             | Shané van den Brom & Hamdi Abdullah & Davey Janssen, Jerrold Gunther, Jamilcia Mandinga, Stijn Wanders & Folmer Boersen, Rosa van Gessel, Winson Ngoh & Lisa Fraenk, Valerie de Ruijter, Raphael Bouman, Giel van Asten, Esmee Suierveld | 17               | Athens                          |
| 14  | 7 tháng 10 năm 2024  | Gitte van Elst      | Fleur Muambi Sterre de Goede               | Julia Messing & Nikki Wolfs, Royano Donyea Poeketi, Melike Özçakıl, Prince Schoutissen, Jearnisa Meinders, Tobias Min-Te van Estrik, Jort Runia, Justus van Eijk, Arshea Gits & Stef Leenen                                              | 14               | Không có                        |